# Doença epizoótica
Doença epizoótica é uma que ocorre ao mesmo tempo em vários animais de uma mesma área geográfica. É semelhante a uma epidemia em humanos. Se prestarmos atenção à etiologia, o termo pandemia não pode ser aplicado para os animais.